# Ronda 3 de GP2 Series de 2011
A Terceira Rodada da Temporada da GP2 Series de 2011 aconteceu no Circuito de Monaco, na cidade de Monte Carlo. Aconteceu entre 26 e 28 de maio. A Primeira Corrida foi vencida pelo italiano Davide Valsecchi e a segunda pelo francês Charles Pic.

## Classificatória
| Pos | No. | Piloto              | Time                    | Tempo    | Grid |
| --- | --- | ------------------- | ----------------------- | -------- | ---- |
| 1   | 4   | Giedo van der Garde | Barwa Addax Team        | 1:21.781 | 61   |
| 2   | 9   | Sam Bird            | iSport International    | 1:21.876 | 1    |
| 3   | 5   | Jules Bianchi       | Lotus ART               | 1:21.991 | 82   |
| 4   | 27  | Davide Valsecchi    | Team AirAsia            | 1:22.198 | 2    |
| 5   | 8   | Álvaro Parente      | Racing Engineering      | 1:22.371 | 3    |
| 6   | 21  | Stefano Coletti     | Trident Racing          | 1:22.449 | 4    |
| 7   | 14  | Josef Král          | Arden International     | 1:22.585 | 5    |
| 8   | 24  | Max Chilton         | Carlin                  | 1:22.664 | 7    |
| 9   | 6   | Esteban Gutiérrez   | Lotus ART               | 1:22.834 | 9    |
| 10  | 23  | Johnny Cecotto, Jr. | Ocean Racing Technology | 1:22.909 | 10   |
| 11  | 17  | Luca Filippi        | Super Nova Racing       | 1:22.929 | 11   |
| 12  | 3   | Charles Pic         | Barwa Addax Team        | 1:23.077 | 12   |
| 13  | 20  | Rodolfo González    | Trident Racing          | 1:23.114 | 13   |
| 14  | 1   | Fabio Leimer        | Rapax                   | 1:23.217 | 14   |
| 15  | 10  | Marcus Ericsson     | iSport International    | 1:23.315 | 203  |
| 16  | 25  | Oliver Turvey       | Carlin                  | 1:23.373 | 15   |
| 17  | 26  | Luiz Razia          | Team AirAsia            | 1:23.377 | 16   |
| 18  | 7   | Dani Clos           | Racing Engineering      | 1:23.470 | 17   |
| 19  | 15  | Jolyon Palmer       | Arden International     | 1:23.496 | 18   |
| 20  | 2   | Julián Leal         | Rapax                   | 1:23.752 | 19   |
| 21  | 19  | Kevin Ceccon        | Scuderia Coloni         | 1:23.913 | 21   |
| 22  | 16  | Fairuz Fauzy        | Super Nova Racing       | 1:24.103 | 22   |
| 23  | 22  | Kevin Mirocha       | Ocean Racing Technology | 1:24.235 | 23   |
| 24  | 18  | Michael Herck       | Scuderia Coloni         | 1:24.466 | 24   |
| 25  | 12  | Pål Varhaug         | DAMS                    | 1:25.077 | 25   |
| 26  | 11  | Romain Grosjean     | DAMS                    | 1:32.079 | 264  |

## Primeira Corrida
| Pos                                                                  | No. | Piloto              | Time                    | Voltas | Tempo       | Grid | Pontos |
| -------------------------------------------------------------------- | --- | ------------------- | ----------------------- | ------ | ----------- | ---- | ------ |
| 1                                                                    | 27  | Davide Valsecchi    | Team AirAsia            | 41     | 1:00:23.957 | 2    | 10+1   |
| 2                                                                    | 8   | Álvaro Parente      | Racing Engineering      | 41     | +1.471      | 3    | 8      |
| 3                                                                    | 17  | Luca Filippi        | Super Nova Racing       | 41     | +2.199      | 11   | 6      |
| 4                                                                    | 11  | Romain Grosjean     | DAMS                    | 41     | +4.219      | 26   | 5      |
| 5                                                                    | 21  | Stefano Coletti     | Trident Racing          | 41     | +14.023     | 4    | 4      |
| 6                                                                    | 14  | Josef Král          | Arden International     | 41     | +14.467     | 5    | 3      |
| 7                                                                    | 24  | Max Chilton         | Carlin                  | 41     | +16.071     | 7    | 2      |
| 8                                                                    | 3   | Charles Pic         | Barwa Addax Team        | 41     | +19.524     | 12   | 1      |
| 9                                                                    | 1   | Fabio Leimer        | Rapax                   | 41     | +19.934     | 14   |        |
| 10                                                                   | 22  | Kevin Mirocha       | Ocean Racing Technology | 41     | +26.692     | 23   |        |
| 11                                                                   | 19  | Kevin Ceccon        | Scuderia Coloni         | 41     | +27.315     | 21   |        |
| 12                                                                   | 6   | Esteban Gutiérrez   | Lotus ART               | 41     | +33.427     | 9    |        |
| 13                                                                   | 18  | Michael Herck       | Scuderia Coloni         | 41     | +44.243     | 24   |        |
| 14                                                                   | 25  | Oliver Turvey       | Carlin                  | 41     | +45.0575    | 15   |        |
| 15                                                                   | 16  | Fairuz Fauzy        | Super Nova Racing       | 40     | Se Retirou  | 22   |        |
| Ret                                                                  | 2   | Julián Leal         | Rapax                   | 35     | Se Retirou  | 19   |        |
| Ret                                                                  | 15  | Jolyon Palmer       | Arden International     | 33     | Se Retirou  | 18   |        |
| Ret                                                                  | 9   | Sam Bird            | iSport International    | 30     | Se Retirou  | 1    | 2      |
| Ret                                                                  | 10  | Marcus Ericsson     | iSport International    | 30     | Se Retirou  | 20   |        |
| Ret                                                                  | 4   | Giedo van der Garde | Barwa Addax Team        | 22     | Se Retirou  | 6    |        |
| Ret                                                                  | 7   | Dani Clos           | Racing Engineering      | 21     | Se Retirou  | 17   |        |
| Ret                                                                  | 20  | Rodolfo González    | Trident Racing          | 19     | Se Retirou  | 13   |        |
| Ret                                                                  | 26  | Luiz Razia          | Team AirAsia            | 19     | Se Retirou  | 16   |        |
| Ret                                                                  | 23  | Johnny Cecotto, Jr. | Ocean Racing Technology | 17     | Se Retirou  | 10   |        |
| Ret                                                                  | 5   | Jules Bianchi       | Lotus ART               | 11     | Se Retirou  | 8    |        |
| Ret                                                                  | 12  | Pål Varhaug         | DAMS                    | 10     | Se Retirou  | 25   |        |
| volta mais rápida: Davide Valsecchi (Team AirAsia) 1:23.011 (lap 40) |     |                     |                         |        |             |      |        |

## Segunda Corrida
| Pos                                                                  | No. | Piloto              | Time                    | Voltas | Tempo      | Grid | Pontos |
| -------------------------------------------------------------------- | --- | ------------------- | ----------------------- | ------ | ---------- | ---- | ------ |
| 1                                                                    | 3   | Charles Pic         | Barwa Addax Team        | 30     | 45:50.498  | 1    | 6      |
| 2                                                                    | 14  | Josef Král          | Arden International     | 30     | +3.332     | 3    | 5      |
| 3                                                                    | 11  | Romain Grosjean     | DAMS                    | 30     | +3.885     | 5    | 4+1    |
| 4                                                                    | 17  | Luca Filippi        | Super Nova Racing       | 30     | +14.587    | 6    | 3      |
| 5                                                                    | 27  | Davide Valsecchi    | Team AirAsia            | 30     | +27.072    | 8    | 2      |
| 6                                                                    | 24  | Max Chilton         | Carlin                  | 30     | +29.626    | 2    | 1      |
| 7                                                                    | 1   | Fabio Leimer        | Rapax                   | 30     | +29.846    | 9    |        |
| 8                                                                    | 25  | Oliver Turvey       | Carlin                  | 30     | +30.372    | 14   |        |
| 9                                                                    | 4   | Giedo van der Garde | Barwa Addax Team        | 30     | +30.859    | 19   |        |
| 10                                                                   | 16  | Fairuz Fauzy        | Super Nova Racing       | 30     | +31.585    | 15   |        |
| 11                                                                   | 15  | Jolyon Palmer       | Arden International     | 30     | +32.317    | 17   |        |
| 12                                                                   | 19  | Kevin Ceccon        | Scuderia Coloni         | 30     | +32.790    | 11   |        |
| 13                                                                   | 9   | Sam Bird            | iSport International    | 30     | +33.147    | 236  |        |
| 14                                                                   | 20  | Rodolfo González    | Trident Racing          | 30     | +38.695    | 21   |        |
| 15                                                                   | 18  | Michael Herck       | Scuderia Coloni         | 30     | +40.518    | 13   |        |
| 16                                                                   | 8   | Álvaro Parente      | Racing Engineering      | 30     | +40.687    | 7    |        |
| 17                                                                   | 23  | Johnny Cecotto, Jr. | Ocean Racing Technology | 30     | +41.131    | 24   |        |
| 18                                                                   | 7   | Dani Clos           | Racing Engineering      | 30     | +42.611    | 20   |        |
| 19                                                                   | 5   | Jules Bianchi       | Lotus ART               | 30     | +51.544    | 25   |        |
| 20                                                                   | 26  | Luiz Razia          | Team AirAsia            | 29     | +1 volta   | 22   |        |
| 21                                                                   | 12  | Pål Varhaug         | DAMS                    | 29     | +1 volta   | 26   |        |
| Ret                                                                  | 21  | Stefano Coletti     | Trident Racing          | 20     | Se Retirou | 4    |        |
| Ret                                                                  | 10  | Marcus Ericsson     | iSport International    | 8      | Se Retirou | 18   |        |
| Ret                                                                  | 2   | Julián Leal         | Rapax                   | 3      | Se Retirou | 16   |        |
| Ret                                                                  | 22  | Kevin Mirocha       | Ocean Racing Technology | 2      | Se Retirou | 10   |        |
| DNS                                                                  | 6   | Esteban Gutiérrez   | Lotus ART               | 0      | Não Partiu | 12   |        |
| volta mais rápida: Sam Bird (iSport International) 1:22.713 (lap 24) |     |                     |                         |        |            |      |        |

## Classificação após a corrida
| Pos | Pilotos             | Pontos |
| --- | ------------------- | ------ |
| 1   | Romain Grosjean     | 23     |
| 2   | Sam Bird            | 23     |
| 3   | Charles Pic         | 22     |
| 4   | Davide Valsecchi    | 21     |
| 5   | Giedo van der Garde | 21     |

| Pos | Time                 | Pontos |
| --- | -------------------- | ------ |
| 1   | Barwa Addax Team     | 43     |
| 2   | iSport International | 31     |
| 3   | Team AirAsia         | 24     |
| 4   | DAMS                 | 23     |
| 5   | Racing Engineering   | 17     |